# Beyoncé Karaoke Hits, Vol. I
Albums de Beyoncé Knowles
Irreemplazable
(2007) Above and Beyoncé
(2009)
Beyoncé Karaoke Hits, Vol. I est un album EP karaoké de 2008 de Beyoncé Knowles. L'album contient les versions karaoké des chansons de l'édition deluxe de son précédent album B'Day et les chansons de son EP Irreemplazable. L'album est sorti numériquement le 11 mars 2008 chez des détaillants en ligne comme iTunes. Même si qu'il existe plusieurs albums avec les versions karaoké des chansons de Beyoncé, c'est le seul album karaoké officiellement sorti par Sony BMG Music Entertainment et le seul à avoir sa voix réelle sur les chœurs.

## Liste des pistes
1. If : 3 min 18 s
2. Flaws and All : 4 min 11 s
3. Welcome to Hollywood : 3 min 22 s
4. World Wide Woman : 3 min 43 s
5. Beautiful Liar (Bello Embustero) : 3 min 22 s
6. Beautiful Liar (Spanglish) : 3 min 21 s
7. Irreplaceable (Irreemplazable) : 3 min 49 s
8. Listen (Oye) : 3 min 42 s